# جيمس يونغ (ممثل)
جيمس يونغ (بالإنجليزية: James Young) هو عازف قيثارة وكاتب سيناريو ومخرج وممثل أمريكي، ولد في 1872 ببالتيمور في الولايات المتحدة، وتوفي في 9 يونيو 1948 بنيويورك في الولايات المتحدة.

## أعمال

### أفلام
- (1914) زوجتي الرسمية

## وصلات خارجية
- جيمس يونغ على موقع IMDb (الإنجليزية)
- جيمس يونغ على موقع أول موفي (الإنجليزية)
- جيمس يونغ على موقع قاعدة بيانات برودواي على الإنترنت (الإنجليزية)
- جيمس يونغ على موقع قاعدة بيانات الأفلام السويدية (السويدية)
- جيمس يونغ على موقع قاعدة بيانات الفيلم (الإنجليزية)
- جيمس يونغ على موقع كينوبويسك (الروسية)